# Sieć wewnętrzna
Sieć wewnętrzna – termin prawniczy, którego definicja była zawarta w uchylonej ustawie z dnia 21 lipca 2000 r. Prawo telekomunikacyjne. Termin ten oznaczał sieć telekomunikacyjną eksploatowaną przez podmiot wyłącznie dla własnych potrzeb lub założoną w budynkach niemieszkalnych usytuowanych na terenie jednej nieruchomości gruntowej.